# شهباز گونه‌گون
شهباز گونه‌گون (نام علمی: Accipiter hiogaster) پرنده‌ای شکاری بومی اندونزی، پاپوآ گینه نو و جزایر سلیمان است. اخیراً به وضعیت گونه‌ای ارتقا یافته‌است و قبلاً با شهباز خاکستری ادغام بود.
زیرگونه‌ها عبارتند از:
- A. h. sylvestris - والاس، ۱۸۶۴
- A. h. polionotus (سالوادوری، ۱۸۸۹)
- A. h. mortyi (هارترت، ۱۹۲۵)
- A. h. griseogularis (گری جی.آر. , ۱۸۶۱)
- A. h. obiensis - هارترت، ۱۹۰۳
- A. h. hiogaster (مولر، اس. , ۱۸۴۱)
- A. h. pallidiceps (سالوادوری، ۱۸۷۹)
- A. h. albiventris (سالوادوری، ۱۸۷۶)
- A. h. leucosomus (شارپ، ۱۸۷۴)
- A. h. misoriensis (سالوادوری، ۱۸۷۶)
- A. h. pallidimas - مایر، ۱۹۴۰
- A. h. misulae - مایر، ۱۹۴۰
- A. h. lavongai - مایر، ۱۹۴۵
- A. h. matthiae - مایر، ۱۹۴۵
- A. h. manusi - مایر، ۱۹۴۵
- A. h. dampieri (گورنی، سر، ۱۸۸۲)
- A. h. lihirensis - اشترزمن، ۱۹۳۳
- A. h. bougainvillei (روچیلد و هارترت، ۱۹۰۵)
- A. h. rufoschistaceus (روچیلد و هارترت، ۱۹۰۲)
- A. h. rubianae (روچیلد و هارترت، ۱۹۰۵)
- A. h. malaitae - مایر، ۱۹۳۱
- A. h. pulchellus (رامسی، ای.پی. , ۱۸۸۲)